# 阿加托克勒亞 (埃及)
阿加托克勒亞（希臘語：Ἀγαθόκλεια，？—前202年），是希臘化埃及托勒密四世的情婦，托勒密四世相當奢侈，但阿加托克勒亞和她姊妹以及兄弟阿加托克利斯的奢華不下國君。
阿加托克勒亞的母親歐楠特（Oenanthe）充滿野心且貪婪，她把阿加托克勒亞她們介紹給托勒密四世認識。阿加托克勒亞和她兄弟對托勒密四世有很大的影響力，在托勒密四世的妻子兼姊妹阿爾西諾伊三世婚後，她成為托勒密四世最寵愛的人。前205年，當托勒密四世逝世，阿加托克勒亞和她一黨秘不發喪，趁機攫取王室的財物。她們還計畫讓阿加托克利斯坐穩權位，並與索西比烏斯勾結，讓阿加托克利斯為尚年幼的托勒密五世的攝政。最終阿加托克勒亞和阿加托克利斯的荒亂、不法行為引起亞歷山卓的埃及人和希臘–馬其頓人不滿，由特勒波勒摩斯領導下，民眾群起暴動要對付他們，當晚暴民包圍宮殿，而阿加托克勒亞和阿加托克利斯已最卑微的方式乞求饒命，但不被暴民所接受。阿加托克利斯為了不讓自己受到更悲慘的命運，讓他的朋友殺了他。而阿加托克勒亞帶著她的姊妹和母親逃到神殿尋求庇護，但被暴民拖了出來，她們赤身裸體展現於憤怒的民眾前，四肢被撕裂而死。另外所有與他們友好關係的人都被殺，同時參與謀害阿爾西諾伊三世的人也被處死。。

## 來源
1. ↑  波利比烏斯 v. 63, xiv. 11, xv. 25—34
2. ↑  查士丁, xxx. 1, 2
3. ↑  阿特納奧斯, vi. p. 251, xiii. p. 576
4. ↑  普魯塔克, Cleom. 33

- 威廉·史密斯，《希腊羅馬的神話和傳記辭典》, "Agathoclea",  波士頓, (1867)